# Su Lingdan
Su Lingdan (* 12. Januar 1997) ist eine chinesische Leichtathletin, die sich auf den Speerwurf spezialisiert hat und in dieser Disziplin 2025 Asienmeisterin wurde.

## Sportliche Laufbahn
Erste internationale Erfahrungen sammelte Su Lingdan 2016 bei den Juniorenasienmeisterschaften in der Ho-Chi-Minh-Stadt, bei denen sie mit 57,32 m die Goldmedaille gewann. Im Jahr darauf belegte sie bei den Asienmeisterschaften in Bhubaneswar mit 57,00 m den vierten Platz und wurde anschließend bei ihrer ersten Teilnahme an der Sommer-Universiade in Taipeh mit 57,20 m Achte. Zwei Jahre darauf belegte sie bei den Studentenweltspielen in Neapel mit 56,89 m den fünften Platz. Anschließend nahm sie an den Weltmeisterschaften in Doha teil und schied dort mit 58,56 m in der Qualifikation aus. 2023 gewann sie bei den World University Games in Chengdu mit 57,87 m die Silbermedaille hinter der Türkin Eda Tuğsuz und 2025 siegte sie mit neuer Bestleistung von 63,28 m bei den Asienmeisterschaften in Gumi.